# District de Bid
Le district de Bid ou Beed ou Bhir (en Marathi:  बीड जिल्हा  ) est un district de la Division d'Aurangabad du Maharashtra.

## Description
Son chef-lieu est la ville de Bid. 
Au recensement de 2011, sa population était de 2 585 049 habitants.